# Fale wschodnie
Fale wschodnie – rodzaj fal atmosferycznych.

## Tropikalne fale wschodnie
Jednym z przykładów fal wschodnich są tropikalne fale wschodnie tworzące się u wybrzeży Północnej Afryki na wschodnim afrykańskim prądzie strumieniowym (niestabilność baroklinowo-barotropowa). Afrykański prąd strumieniowy tworzy się ze względu na gradient temperatury pomiędzy zachodnią i centralna Afryką Północną (Zatoką Gwinejska i Saharą).